# Rhynchocyclus pacificus
Rhynchocyclus pacificus е вид птица от семейство Tyrannidae.

## Разпространение
Видът е разпространен в Еквадор и Колумбия.